# Sabu (Wrestler)
Terry Michael Brunk (* 12. Dezember 1964 in Detroit, Michigan; † vor oder am 11. Mai 2025) war ein US-amerikanischer Wrestler, welcher vor allem unter seinem Ringnamen Sabu bekannt wurde. Er trat sowohl in etablierten großen Ligen als auch in der Independentszene der kleineren Promotionen auf; Brunks Markenzeichen war sein riskanter und gewaltorientierter Wrestlingstil, bei dem er oft Verletzungen in Kauf nahm, um die Zuschauer zu begeistern.
Brunk ist der Neffe der Wrestling-Legende The Original Sheik und war eine Zeit lang mit einer Japanerin verheiratet. Am 5. November 2021 erklärte er seinen Rücktritt vom aktiven Wrestling.

## Karriere

### Sportlicher Hintergrund
Terry Brunk war im Ringerteam seiner Schule und hatte dort seine ersten sportlichen Erfolge. Allerdings wurde er im Alter von 12 Jahren von der Schulleitung gedrängt, dieses zu verlassen. Brunks Ringstil war für sein jugendliches Alter bereits sehr hart ausgelegt und er hatte auch Kontrahenten mehrmals bewusst verletzt.

### Anfänge und Big Times Wrestling
Brunk begann unmittelbar nach dem Rauswurf aus dem Ringerteam seiner Schule seine Wrestling-Ausbildung bei seinem Onkel Ed Farhat. In der Wrestling-Schule seines Onkels lernte der junge Brunk auch die Texaner Dory Funk jr. und Terry Funk kennen, die dort oft zu Besuch waren. Mit Terry Funk sollte ihn schließlich eine tiefe Freundschaft verbinden. Dennoch hatte Brunk sowohl in Japan als auch in den USA (im Rahmen der jeweiligen Storyline) seine blutigsten Auseinandersetzungen mit Funk.
Noch während seiner Wrestling-Ausbildung tat sich Brunk mit zwei jungen Wrestling-Schülern seines Onkels zusammen, aus denen später die Wrestler Raven und Rob Van Dam werden sollten. Vor allem mit dem letzteren übte Brunk zahlreiche „High-Flying-Moves“ ein.
Nach dem Willen Farhats sollte Brunk ein typischer Matten-Wrestler, ein Techniker werden. Dieser gab ihm 1985 dann auch den Namen Terry „Superfly“ Snuka und Brunk sammelte seine ersten Profi-Erfahrungen in der Promotion Big Times Wrestling, der kleinen NWA-Liga Ed Farhats. Doch Brunk wollte ein ebenso wildes Gimmick wie sein Onkel haben und so wurde schließlich Sabu (der Gimmickname leitete sich vom Schauspieler Sabu Dastagir ab, der der Lieblingsschauspieler von Brunks Onkel Farhat war) geboren, der anfänglich aus Saudi-Arabien und später aus Bombay/Indien stammte. Dieser Sabu sprach laut seiner Storyline kein Englisch und war anfänglich nur der Gehilfe des Sheiks. Später gab Brunk als Sabu einige Interviews, doch die sind sehr selten.

### Frontier Martial Arts Wrestling und Extreme Championship Wrestling
Seine ersten richtigen Hardcore-Matches bestritt Brunk ab 1991 in Japan, als er mit seinem Onkel in der harten Promotion Frontier Martial Arts Wrestling anheuerte und dort später auch Mike Awesome kennenlernte: In dieser Promotion waren Stacheldraht und Feuer in Form von brennenden Ringseilen und Tische quasi an der Tagesordnung und den Großteil seiner Narben verdankt Brunk dieser Promotion. Auch später wird er immer wieder in diese Promotion zurückkehren und sie schließlich als seine sportliche Heimat bezeichnen. Insgesamt absolvierte Terry Brunk in seinen ersten zwölf Profi-Jahren als Wrestler über 150 Barbed Wire bzw. Stacheldraht-Matches. Um Arztkosten zu sparen, behandelte er seine Wunden meist selbst. Seine größten Wunden verklebte er beispielsweise mit Sekundenkleber.
Mitte 1993 kam Brunk in die Staaten zurück und durfte bereits 1994 bei der damaligen World Wrestling Federation zwei Tryout- bzw. Probematches gegen den damaligen Blue Blazer (einen Ringcharakter des inzwischen verstorbenen Owen Hart) bestreiten. Den WWF-Offiziellen gefiel, was er ihnen darbot, und so unterbreiteten sie Terry Brunk einen der besten Verträge jener Zeit, welcher von diesem jedoch abgelehnt wurde.
Brunk zog es lieber zu einer kleinen NWA-Liga, die gerade begann sich einen Namen zu machen: der NWA Eastern Championship Wrestling. Dort war Brunk maßgeblich für die Einführung von High-Risk-Hardcore Wrestling-Techniken bekannt und wurde – neben Shane Douglas, dem Sandman und Tommy Dreamer – schnell einer der Eckpfeiler der Liga. Paul Heyman hatte Brunk anfänglich nur wegen seiner vielen Narben für die ECW verpflichtet und schnell erkannt, dass er mit ihm einen wahren Star hatte.
In der Frühzeit der Liga als NWA/ECW musste Terry Brunk in einer „Hannibal-Lecter-Maske“ auftreten und wurde von seinem „Herrn und Meister“ 911 in Ketten in die Halle geführt. Die Moonsaults, die er auf diverse Tische im und auch außerhalb des Rings ausführte, festigten seinen Ruf als Extremster der Extremen in den USA. Deswegen wurde Terry Brunk bereits 1995 von den unabhängigen Wrestling-Fans zum besten Wrestling-Techniker des Jahres gewählt. In seiner Anfangszeit hatte Terry Brunk in der NWA/ECW zwei blutig angelegte Fehdenprogramme gegen Mick Foley: Beide stritten sich darum, wer von ihnen die „wahre“ Hardcore-Ikone des modernen Wrestling sei.

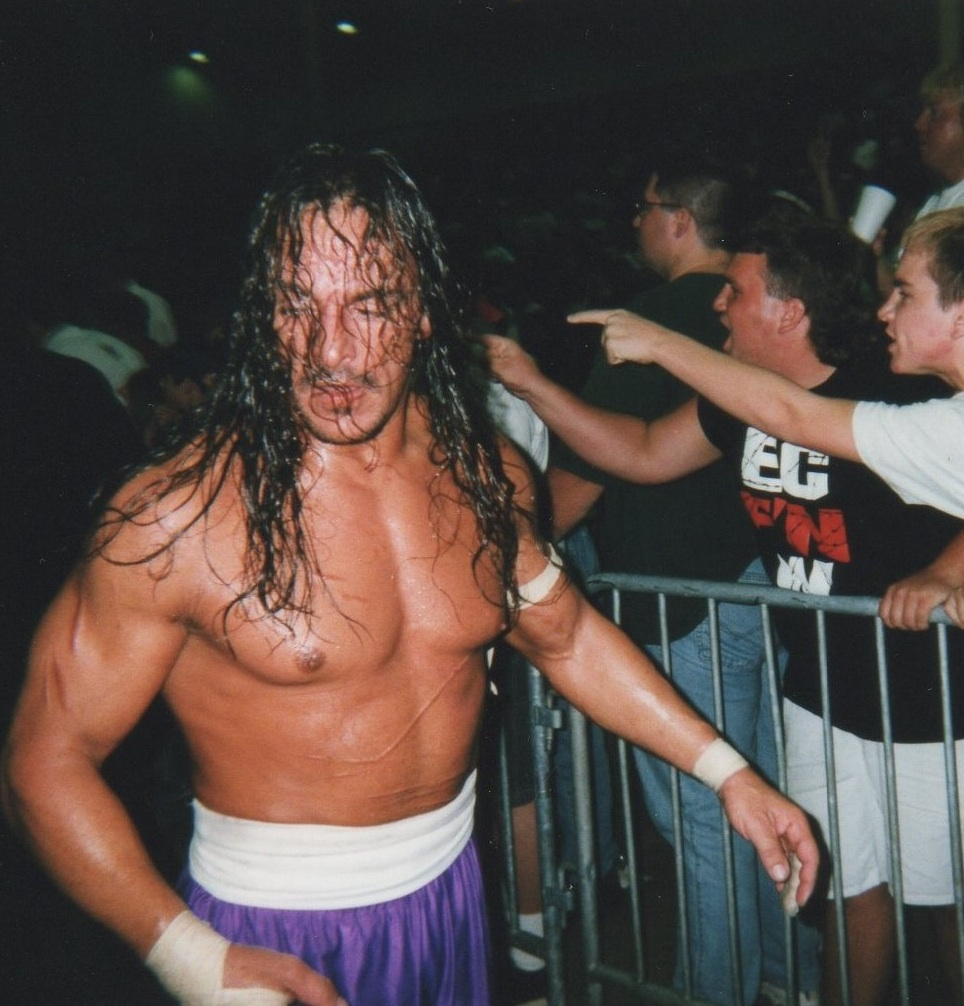
Sabu während eines ECW-Events (1998)

Am 9. August 1997 bestritt Terry Brunk ein „Barbed Wire Match“ um den Heavyweight Champion Title von Extreme Championship Wrestling gegen seinen Freund Terry Funk. Es war Brunks erstes Stacheldraht-Match außerhalb Japans und dementsprechend wurde das Match zwischen beiden von Paul Heyman aufgebaut. Er durfte dieses Match auch für sich entscheiden und den Titel erringen. Aber dieses Match war selbst für ECW-Chef Paul Heyman zu brutal, da es letztendlich völlig außer Kontrolle geriet, als eine geplante Sprungaktion Brunks gegen Terry Funk schiefging: Terry Funk stand in einer Ringecke und Brunk setzte zu einer seiner bekannten Sprungaktionen an. Funk aber ging zu früh aus der Ecke und so riss sich Brunk den ganzen linken Bizeps am Stacheldraht auf, als er infolgedessen ins Leere sprang und rücklings zu Boden fiel. Terry Brunk verband sich selbst provisorisch im Ring mit einer Rolle Klebeband und machte weiter. Der Matchverlauf wurde nun so abgeändert, als Paul Heyman Rob Van Dam und Tommy Dreamer in das Match eingreifen ließ. Rob Van Dam hatte die Aufgabe, Terry Funk matchunfähig zu machen, während Tommy Dreamer dafür Rob Van Dam ausschalten musste. Brunk durfte nun Funk besiegen, indem er sich in Stacheldraht einwickelte, eine Sprungaktion gegen Funk zeigte und diesen schließlich pinnte. Dieses Match war für beide Seiten, also auch für Terry Funk, gefährlich gewesen: Funk wurde vor dem ersten Pin-Versuch von Rob Van Dam in Stacheldraht eingewickelt, so dass beim nächsten Pin-Versuch einige Dornen des Drahtes auch in dessen Hals und Kehle eindrangen und so zum entscheidenden 3. Pin führten. Schließlich mussten Funk und Terry Brunk mit Drahtscheren auseinandergeschnitten werden.

### Independent und World Wrestling Entertainment
Nach dem Ende der ECW (Sommer 2001) wurde Terry Brunk nicht vom neuen Eigentümer, der WWE, übernommen. Brunk und andere ehemalige ECW-Wrestler nahmen noch im Sommer 2001 erstmals an Turnieren teil, die von der Promotion IWA Mid-South veranstaltet wurden. Mit anderen Wrestlern nahm er dann am 11. August 2001 in der ehemaligen ECW-Arena an einer Re-Union-Veranstaltung teil, die den Namen Main Event Championship Wrestling (MECW) trug. Dort wurde er erster (und einziger) Alternativ-Weltchampion, da MECW nicht über diese eine Veranstaltung herauskam. In der mit der zur NWA gehörenden Promotion ECCW nahm Brunk an einer weiteren ECW-Reunion-Veranstaltung teil.
Terry Brunk war auch ab 2002 zeitweise bei Total Nonstop Action Wrestling unter Vertrag, allerdings wurde er nur für verschiedene Einzelmatches verpflichtet und ging dann wieder nach Japan.
Im Frühjahr 2004 verpflichtete sich Brunk bei Combat Zone Wrestling. Dort trat er unter anderem gegen den CZW-Eigentümer John Zandig in einem Stacheldraht-Tag-Team-Match an.
Am 10. Juni 2005 trat Terry Brunk bei der von Shane Douglas veranstalteten ECW-Reunion-Veranstaltung Hardcore Homecoming auf, wo er mit Douglas und Terry Funk den Main Event, ein  Barbed Wire Match, bestritt. Nachdem unerwartet Mick Foley in diesen Extreme Three Way Dance eingriff und diesen für Brunk entschied, tauchte er nur zwei Tage später bei der WWE auf und nahm am ersten ECW One Night Stand teil.
Nach der erneuten Verpflichtung Brunks bei TNA (2006) trat dieser allerdings bei dem WWE-Brand Extreme Championship Wrestling an und nahm erneut am ECW One Night Stand teil, sodass er von der TNA vorzeitig wieder entlassen wurde.
Ab Juni 2006 wurde Terry Brunk im WWE-Roster „Extreme Championship Wrestling“ eingesetzt, das nun auch eine wöchentliche TV-Show besaß. Mit dem Sandman, Tommy Dreamer und Rob Van Dam bildete er das Team ECW Originals. Bereits am 3. Juli des gleichen Jahres wurde Terry Brunk zusammen mit seinem ECW-Kollegen Rob Van Dam wegen Drogenbesitzes festgenommen, was für Brunk im Gegensatz zu Van Dam keine größeren Konsequenzen hatte, außer von der Zahlung von 1000 US$ und einer öffentlichen Entschuldigung abgesehen. Beim WWE-Pay-Per-View erhielt er sogar ein Titelmatch gegen ECW-Champion The Big Show zugesprochen.
Bei Wrestlemania 23 trat Brunk mit den ECW Originals gegen Elijah Burke, Matt Striker, Marcus Cor Von und Kevin Thorn (The New Breed) an und durfte das Match für sich entscheiden. Die Fehde mit The New Breed wurde allerdings trotzdem fortgeführt.
Terry Brunk war aber in allem mit der Gestaltung seines Ring-Charakters Sabu von Seiten der WWE unzufrieden und ließ nun seinen zahlreichen (und bekannten) Launen freien Lauf: Er kam zu spät zu Veranstaltungen, vergaß mehrmals sein Wrestling-Outfit und schlief während der Event-Besprechungen ein. Als quasi letzte Warnung der WWE wurde Brunk schließlich aus dem Main Event des December to Dismember 2006 herausgenommen und durch Bob „Hardcore“ Holly ersetzt. Am 16. Mai 2007 gab die WWE bekannt, dass sie sich von Terry Brunk endgültig getrennt und seinen Vertrag vorzeitig aufgelöst habe.

### Independent
Nach der WWE-Vertragsauflösung trat Terry Brunk kurzfristig bei den UWF Hardcore Wars auf. Brunk versuchte zwar eine Zeit lang wieder eine Verpflichtung bei Total Nonstop Action Wrestling zu bekommen und trat solange in unabhängigen Ligen auf. Am 13. Juli 2007 kündigte die AAA Brunks als neuste Verpflichtung ihres Sommer-Turniers an. Währenddessen unterschrieb Brunk einen Vertrag mit der in New York beheimateten Promotion Fight The World Pro Wrestling und wurde auch in dessen aktuellen Roster aufgeführt. Daneben hatte Brunk auch einen Vertrag für die in der in Orlando, Florida beheimatete Promotion USA Xtreme Wrestling (UXW) unterschrieben und trat dort auch am 26. Januar 2008 in einem Turnier an.

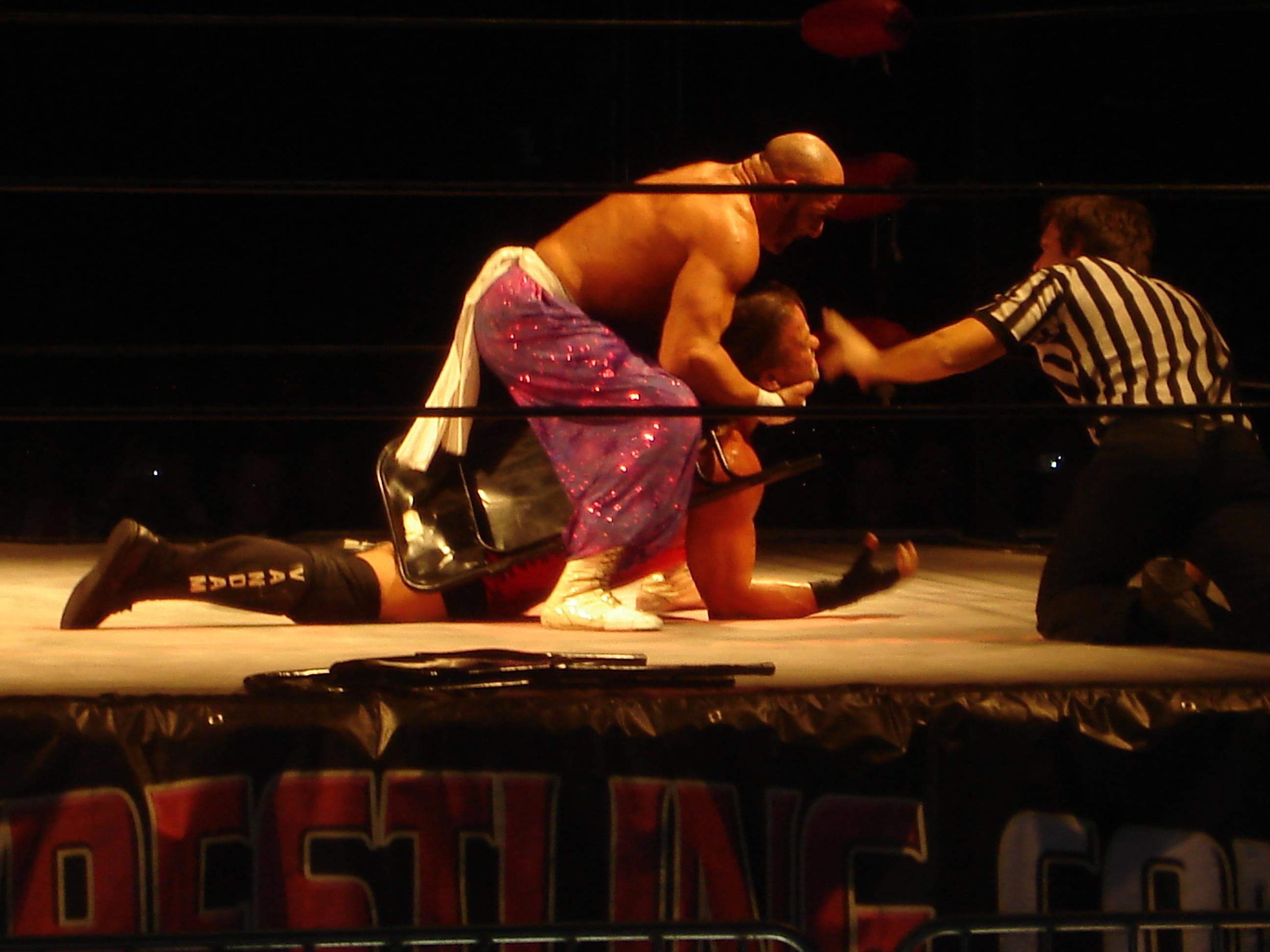
Sabu (oben) gegen Rob Van Dam im Titelmatch um den AWR-Weltmeistertitel. Oberhausen am 29. November 2009

Nach der Schließung der Liga, die noch im Jahr 2008 stattfand, nahm sich Terry Brunk eine Auszeit. Durch seinen sehr extremen Wrestlingstil hatte Brunks Körper über die Jahre hinweg stark gelitten. Daher musste sich dieser im Sommer 2008 einer Rückenoperation unterziehen.
Seit seiner Genesung trat er ab Herbst 2008 für eine Zeit für die irische Wrestling-Promotion American Wrestling Rampage an. Als Teil dieser Promotion nahm Brunk unter anderem mit Rob Van Dam und Raven an einer Europatour teil und trat im November 2009 in mehreren deutschen Städten auf.

## Erfolge
- Asylum Championship Wrestling

- 1× ACW Heavyweight Champion

- Border City Wrestling

- 1× BCW Can-Am Heavyweight Champion

- Extreme Championship Wrestling

- 2× ECW World Heavyweight Champion
- 1× ECW FTW Heavyweight Champion
- 3× ECW World Tag Team Champion (1× mit Taz, 2× mit Rob Van Dam)
- 1× ECW World Television Champion
- Zweiter Gewinner der ECW Triple Crown

- Extreme Wrestling Alliance

- 1× EWA Junior Champion

- Frontier Martial Arts Wrestling

- 1× FMW World Martial Arts Tag Team Champion (mit Horace Boulder)

- Insane Wrestling Federation

- 2× IWF Heavyweight Champion

- Juggalo Championship Wrestling

- 1× JCW Heavyweight Champion

- Main Event Championship Wrestling

- 1× MECW APW (Alternative Pro Wrestling) Champion

- Motor City Wrestling

- 1× MCW Heavyweight Champion

- National Wrestling Alliance

- 1× NWA World Heavyweight Champion
- 1× NWA Independent World Heavyweight Champion

- National Wrestling Conference

- 2× NWC Heavyweight Champion

- New Japan Pro-Wrestling

- 1× NJPW IWGP Junior Heavyweight Champion

- Professional Championship Wrestling

- 1× PCW Television Champion

- Pro-Pain-Pro-Wrestling

- 1× 3PW Heavyweight Champion

- Stampede Pacific Wrestling

- 1× Stampede Pacific Heavyweight Champion

- Ultimate Championship Wrestling

- 1× UCW Heavyweight Champion

- Universal Wrestling Association

- 1× UWA World Junior Light Heavyweight Champion

- USA Xtreme Wrestling

- 2× USA Pro Heavyweight Champion

- USA Pro Wrestling

- 1× USPW Heavyweight Champion

- World Wrestling Council

- 1× WWC Universal Heavyweight Champion

- Xtreme Pro Wrestling

- 1× XPW Heavyweight Champion